# Draft WNBA 2007
2006 2008
La draft WNBA 2007 est la cérémonie annuelle de la draft WNBA lors de laquelle les franchises de la WNBA choisissent les joueuses dont elles pourront négocier les droits d’engagement.
Le choix s'opère dans un ordre déterminé par le classement de la saison précédente, les équipes les plus mal classés obtenant les premiers choix. Sont éligibles les joueuses américaines ou scolarisées aux États-Unis allant avoir 22 ans dans l'année calendaire de la draft, ou diplômées ou ayant entamé des études universitaires quatre ans auparavant. Les joueuses « internationales » (ni nées ni ne résidant aux États-Unis) sont éligibles si elles atteignent 20 ans dans l'année suivant la draft.
La draft est organisée le 4 avril 2007 à Cleveland. Une loterie est organisée le 26 octobre 2006. Le Mercury de Phoenix obtient le premier choix de la draft 2007. Les Silver Stars de San Antonio obtiennent le second choix. Le Sky de Chicago obtient le 3e choix. Le premier choix de la draft est Lindsey Harding.
Une première phase, organisée le 8 janvier 2007, a été la draft de dispersion de l’effectif du Sting de Charlotte, ayant fait faillite le 3 janvier. C’est la première draft de dispersion depuis 2004, après la disparition des Rockers de Cleveland. Toutes les joueuses étaient disponibles, sauf Allison Feaster et Tammy Sutton-Brown qui étaient agents libres.

## Loterie de la draft

Logo officiel de la draft.

La loterie de la draft WNBA est organisée le 6 octobre 2006 afin de déterminer l'ordre des six premiers choix de la draft. Lanterne rouge du championnat, le Sky de Chicago a la meilleure chance d'obtenir le premier choix. La loterie détermine les deux premiers choix, les suivants étant dans l'ordre inverse du championnat pour les équipes restantes. Bien que la franchise la moins mal classée et donc avec le moins de chances de l'obtenir, c'est le Mercury de Phoenix qui tire ce premier choix. C'est la première fois depuis l'instauration de la loterie en WNBA en 2002 que le premier choix revient à l'équipe ayant le plus faible probabilité mathématique. C'est également la première fois que l'équipe avec la deuxième plus faible probabilité mathématique - Silver Stars de San Antonio - obtient le second choix.

## Draft de dispersion
| Rang | Joueuse          | Nationalité | Équipe WNBA                 | Université/club    |
| --- | ---------------- | ----------- | --------------------------- | ------------------ |
| 1 | Monique Currie   | États-Unis  | Sky de Chicago              | Sting de Charlotte |
| 2 | Tangela Smith    | États-Unis  | Lynx du Minnesota           | Sting de Charlotte |
| 3 | Janel McCarville | États-Unis  | Liberty de New York         | Sting de Charlotte |
| 4 | Helen Darling    | États-Unis  | Silver Stars de San Antonio | Sting de Charlotte |
| 5 | Kelly Mazzante   | États-Unis  | Mercury de Phoenix          | Sting de Charlotte |
| 6 | Teana Miller     | États-Unis  | Mystics de Washington       | Sting de Charlotte |
| 7 | Tye'sha Fluker   | États-Unis  | Storm de Seattle            | Sting de Charlotte |
| 8 | Alena Lewtchanka | Biélorussie | Comets de Houston           | Sting de Charlotte |
| 9 | Sheri Sam        | États-Unis  | Fever de l'Indiana          | Sting de Charlotte |
| 10 | LaToya Bond      | États-Unis  | Monarchs de Sacramento      | Sting de Charlotte |
| 11 | Exempt           |             | Shock de Détroit            | Sting de Charlotte |
| 12 | Ayana Walker     | États-Unis  | Sparks de Los Angeles       | Sting de Charlotte |
| 13 | Exempt           |             | Sun du Connecticut          | Sting de Charlotte |
| Note: Deux anciennes joueuses des Sting, Tasha Butts et Summer Erb, n'ont pas été sélectionnées lors de cette draft. |                  |             |                             |                    |

## Draft

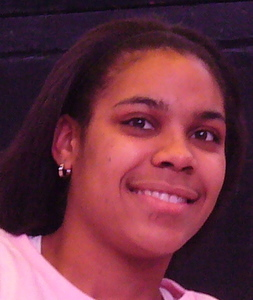
Lindsey Harding, 1er choix de la Draft 2007

### Légende
|   | Signale une joueuse qui a été intronisé au Basketball Hall of Fame                                                         |
|   | Signale une joueuse qui a été sélectionnée pour au moins un match annuel WNBA All-Star Game et une sélection All-WNBA Team |
|   | Signale une joueuse qui a été sélectionnée pour au moins un match annuel WNBA All-Star Game                                |
|   | Signale une joueuse qui a été sélectionnée pour au moins une sélection All-WNBA Team                                       |
| R | Signale la joueuse qui a remporté le titre de WNBA Rookie of the Year                                                      |

### Premier tour
| Choix | Nom               | Position      | Nationalité | Équipe                                     | Provenance               |
| ----- | ----------------- | ------------- | ----------- | ------------------------------------------ | ------------------------ |
| 1     | Lindsey Harding   | Meneuse       | États-Unis  | Lynx du Minnesota (via le Mercury)         | Blue Devils de Duke      |
| 2     | Jessica Davenport | Pivot         | États-Unis  | Liberty de New York (via les Silver Stars) | Buckeyes d'Ohio State    |
| 3     | Armintie Price    | Arrière       | États-Unis  | Sky de Chicago                             | Rebels d'Ole Miss        |
| 4     | Noelle Quinn      | Meneuse       | États-Unis  | Lynx du Minnesota                          | Bruins de l'UCLA         |
| 5     | Tiffany Jackson   | Ailière forte | États-Unis  | Liberty de New York                        | Texas                    |
| 6     | Bernice Mosby     | Ailière       | États-Unis  | Mystics de Washington                      | Bears de Baylor          |
| 7     | Katie Gearlds     | Ailière       | États-Unis  | Storm de Seattle                           | Boilermakers de Purdue   |
| 8     | Ashley Shields    | Meneuse       | États-Unis  | Comets de Houston                          | Southwest Tennessee CC   |
| 9     | Alison Bales      | Pivot         | États-Unis  | Fever de l'Indiana                         | Blue Devils de Duke      |
| 10    | Carla Thomas      | Ailière forte | États-Unis  | Sky de Chicago (via les Monarchs)          | Commodores de Vanderbilt |
| 11    | Ivory Latta       | Meneuse       | États-Unis  | Shock de Détroit                           | North Carolina           |
| 12    | Kamesha Hairston  | Arrière       | États-Unis  | Sun du Connecticut (via les Sparks)        | Owls de Temple           |
| 13    | Sandrine Gruda    | Pivot         | France      | Sun du Connecticut                         | Valenciennes             |

### Deuxième tour
| Choix | Nom               | Position      | Nationalité | Équipe                           | Provenance                      |
| ----- | ----------------- | ------------- | ----------- | -------------------------------- | ------------------------------- |
| 14    | Dee Davis         | Meneuse       | États-Unis  | Comets de Houston (via le Sky)   | Commodores de Vanderbilt        |
| 15    | Eshaya Murphy     | Arrière       | États-Unis  | Lynx du Minnesota                | Université de Californie du Sud |
| 16    | Shay Doron        | Arrière       | Israël      | Liberty de New York              | Maryland                        |
| 17    | Camille Little    | Ailière forte | États-Unis  | Silver Stars de San Antonio      | North Carolina                  |
| 18    | Tyresa Smith      | Ailière       | États-Unis  | Mercury de Phoenix               | Delaware                        |
| 19    | Megan Vogel       | Ailière       | États-Unis  | Mystics de Washington            | South Dakota State              |
| 20    | Stephanie Raymond | Meneuse       | États-Unis  | Sky de Chicago (via le Storm)    | Northern Illinois               |
| 21    | Jessica Dickson   | Ailière       | États-Unis  | Sky de Chicago (via les Comets)  | South Florida                   |
| 22    | Lyndsey Medders   | Meneuse       | États-Unis  | Fever de l'Indiana               | Cyclones d'Iowa State           |
| 23    | Brooke Smith      | Pivot         | États-Unis  | Monarchs de Sacramento           | Cardinal de Stanford            |
| 24    | Kathrin Ress      | Ailière       | Italie      | Lynx du Minnesota (via le Shock) | Eagles de Boston College        |
| 25    | Sidney Spencer    | Arrière       | États-Unis  | Sparks de Los Angeles            | Volunteers du Tennessee         |
| 26    | Cori Chambers     | Arrière       | États-Unis  | Sun du Connecticut               | Université de Géorgie           |

### Troisième tour
| Choix | Nom              | Position      | Nationalité       | Équipe                            | Provenance                              |
| ----- | ---------------- | ------------- | ----------------- | --------------------------------- | --------------------------------------- |
| 27    | Jenna Rubino     | Arrière       | États-Unis        | Sky de Chicago                    | Blue Demons de DePaul                   |
| 28    | Leah Rush        | Ailière       | États-Unis        | Mercury de Phoenix (via le Lynx)  | Sooners de l'Oklahoma                   |
| 29    | Martina Weber    | Pivot         | États-Unis        | Liberty de New York               | Iona                                    |
| 30    | Nare Diawara     | Pivot         | Mali              | Silver Stars de San Antonio       | Virginia Tech                           |
| 31    | Chrissy Givens   | Arrière       | États-Unis        | Mercury de Phoenix                | Middle Tennessee                        |
| 32    | Gillian Goring   | Pivot         | Trinité-et-Tobago | Mystics de Washington             | Wolfpack de North Carolina State        |
| 33    | Brandie Hoskins  | Arrière       | États-Unis        | Storm de Seattle                  | Buckeyes d'Ohio State                   |
| 34    | Kristen Newlin   | Pivot         | États-Unis        | Comets de Houston                 | Cardinal de Stanford                    |
| 35    | Ashley Key       | Arrière       | États-Unis        | Fever de l'Indiana                | Wolfpack de North Carolina State        |
| 36    | Meg Bulger       | Arrière       | États-Unis        | Monarchs de Sacramento            | Mountaineers de la Virginie-Occidentale |
| 37    | Emily Westerberg | Ailière       | États-Unis        | Mercury de Phoenix (via le Shock) | Sun Devils d'Arizona State              |
| 38    | Amanda Brown     | Ailière forte | Canada            | Sparks de Los Angeles             | Nittany Lions de Penn State             |
| 39    | Kiera Hardy      | Arrière       | États-Unis        | Sun du Connecticut                | Cornhuskers du Nebraska                 |